# Liste der Skulpturen am Palais im Großen Garten
Die Liste der Skulpturen am Palais im Großen Garten gibt einen Überblick über die Skulpturen und Büsten am Palais im Großen Garten, eines Kulturdenkmals in der sächsischen Landeshauptstadt Dresden. Das Palais wurde 1678 bis 1683 unter der Regie des Oberlandbaumeisters Johann Georg Starcke und seines Vorgesetzten Wolf Caspar von Klengel als Lustschloss des sächsischen Fürstenhauses, der Wettiner, erbaut. Später wurde es als Museum des Königlich Sächsischen Altertumsvereins genutzt. Der Bau gliedert sich in ein Erdgeschoss, ein Hauptgeschoss und ein darüber befindliches Halbgeschoss (Mezzanin).
Die Fassaden sind reich mit plastischem Schmuck verziert. Über den Dreiecks- bzw. Segmentgiebeln sind Skulpturen der vier Jahreszeiten angeordnet. Die übrigen Skulpturen behandeln vor allem antike Themen und Persönlichkeiten.
In mehreren Nischen im Erdgeschoss bzw. Hauptgeschoss befinden sich überlebensgroße Sandstein-Skulpturen zum Urteil des Paris und anderen mythologischen Themen.
In den Nischen des Mezzanin-Geschosses sind Büsten von zwölf römischen Kaisern (Cäsaren) und vier Kaiserinnen angebracht, die Jeremias Süßner zugeschrieben werden, jeweils darunter befinden sich die Schlusssteinköpfe über den Portalen, die wahrscheinlich von George Heermann geschaffen wurden.
An der Ausschmückung der Fassade waren neben dem gerade aus Italien zurückgekehrten George Heermann auch die Brüder Jeremias und Conrad Max Süßner, Abraham Conrad Buchau und Marcus Conrad Dietze beteiligt.

## Liste der Skulpturen
Die Skulpturen und Büsten werden nach den Fassadenseiten des Palais aufgelistet, dabei erfolgt die Bezeichnung nach den Himmelsrichtungen und die Nummerierung von oben nach unten bzw. von links nach rechts:
- Nordfassade: N1 bis N9 (Richtung Stübelallee)
- Ostfassade: O1 bis O18 (Richtung Palaisteich)
- Südfassade: S1 bis S9 (Richtung Tiergartenstraße)
- Westfassade: W1 bis W16 (Richtung Altstadt)

Die Liste ist teilweise sortierbar.
| Bild | Art und Standort-Nr. | Name der Skulptur/Büste (Reg.zeit des Kaisers)                                                      | Standort                                                                |
| ---- | -------------------- | --------------------------------------------------------------------------------------------------- | ----------------------------------------------------------------------- |
|      | Nordfassade          | |                                                                         |
|      | Skulptur N1          | Winter                                                                                              | über dem Dreiecksgiebel                                                 |
|      | Dreiecksgiebel N2    | Initialen JG3C (Johann Georg III. – Kurfürst)                                                       | Dreiecksgiebel                                                          |
|      | Büste N3             | Videllius (Vitellius) (69)                                                                          | links                                                                   |
|      | Büste N4             | Kaiserin (Petronia oder Vipsania Agrippina)                                                         | Mitte                                                                   |
|      | Büste N5             | Tiberius (14–37)                                                                                    | rechts                                                                  |
|      | Kopf N6              | Schlusssteinkopf                                                                                    | über dem Fenster, links                                                 |
|      | Kopf N7              | Schlusssteinkopf                                                                                    | über dem Fenster, rechts                                                |
|      | Skulptur N8          | Minerva                                                                                             | links                                                                   |
|      | Skulptur N9          | Juno                                                                                                | rechts                                                                  |
|      | Ostfassade           | |                                                                         |
|      | Skulptur O1          | Sommer                                                                                              | über dem Segmentgiebel                                                  |
|      | Segmentgiebel O2     | Kursächsisches Wappen mit Kurhut und Kurschwertern                                                  | Segmentgiebel                                                           |
|      | Büste O3             | Otho (69)                                                                                           | links                                                                   |
|      | Büste O4             | Domitian (81–96)                                                                                    | Mitte, linke Seite                                                      |
|      | Büste O5             | Kaiserin (Domitia Longina oder Berenike)                                                            | Mitte                                                                   |
|      | Büste O6             | Titus (79–81)                                                                                       | Mitte, rechte Seite                                                     |
|      | Büste O7             | Galba (68–69)                                                                                       | rechts                                                                  |
|      | Kopf O8              | Schlusssteinkopf                                                                                    | über dem Fenster, links                                                 |
|      | Kopf O9              | Schlusssteinkopf                                                                                    | Mitte, linke Seite, über dem Fenster                                    |
|      | Kopf O10             | Schlusssteinkopf                                                                                    | Mitte, rechte Seite, über dem Fenster                                   |
|      | Kopf O11             | Schlusssteinkopf                                                                                    | über dem Fenster, rechts                                                |
|      | Skulptur O12         | Mythologische Frauenfigur                                                                           | Mitte, links                                                            |
|      | Skulptur O13         | Mythologische Frauenfigur                                                                           | Mitte, rechts                                                           |
|      | Kopf (Maske) O14     | Schlusssteinkopf                                                                                    | Mittelrisalit, über dem Portal                                          |
|      | Nische O15           | z. Z. nicht besetzt                                                                                 | Mitte, links unten                                                      |
|      | Nische O16           | z. Z. nicht besetzt                                                                                 | Mitte, rechts unten                                                     |
|      | Podest O17           | z. Z. nicht besetzt                                                                                 | Mitte, links unten                                                      |
|      | Podest O18           | z. Z. nicht besetzt                                                                                 | Mitte, rechts unten                                                     |
|      | Südfassade           | |                                                                         |
|      | Skulptur S1          | Frühling                                                                                            | über dem Dreiecksgiebel                                                 |
|      | Dreiecksgiebel S2    | Initialen JG3C (Johann Georg III. – Kurfürst)                                                       | Dreiecksgiebel                                                          |
|      | Büste S3             | Caligula (37–41)                                                                                    | links                                                                   |
|      | Büste S4             | Kaiserin (Iunia Claudilla oder Flavia Domitilla d. Ä.)                                              | Mitte                                                                   |
|      | Büste S5             | Vespasian (69–79)                                                                                   | rechts                                                                  |
|      | Kopf S6              | Schlusssteinkopf                                                                                    | über dem Fenster, links                                                 |
|      | Kopf S7              | Schlusssteinkopf                                                                                    | über dem Fenster, rechts                                                |
|      | Skulptur S8          | Venus mit Amorknaben                                                                                | links                                                                   |
|      | Skulptur S9          | Paris                                                                                               | rechts                                                                  |
|      | Westfassade          | |                                                                         |
|      | Skulptur W1          | Herbst                                                                                              | über dem Segmentgiebel                                                  |
|      | Segmentgiebel W2     | Kursächsisches Wappen mit Kurhut und Athena mit den Kurschwertern, sowie Putten mit dem Rautenkranz | Segmentgiebel                                                           |
|      | Büste W3             | Julius Cäsar (bis 44 v. Chr.)                                                                       | links                                                                   |
|      | Büste W4             | Claudius (41–54)                                                                                    | Mitte, linke Seite                                                      |
|      | Büste W5             | Kaiserin (Agrippina d. J. oder Claudia Octavia)                                                     | Mitte                                                                   |
|      | Büste W6             | Nero (54–68)                                                                                        | Mitte, rechte Seite                                                     |
|      | Büste W7             | Augustus (30 v. Chr. – 14 n. Chr.)                                                                  | rechts                                                                  |
|      | Kopf W8              | Schlusssteinkopf                                                                                    | über dem Fenster, links                                                 |
|      | Kopf W9              | Schlusssteinkopf                                                                                    | Mitte, linke Seite, über dem Fenster                                    |
|      | Kopf W10             | Schlusssteinkopf                                                                                    | Mitte, rechte Seite, über dem Fenster                                   |
|      | Kopf W11             | Schlusssteinkopf                                                                                    | über dem Fenster, rechts                                                |
|      | Skulptur W12         | Mythologische Frauenfigur                                                                           | Mitte, links                                                            |
|      | Skulptur W13         | Mythologische Figur                                                                                 | Mitte, rechts                                                           |
|      | Kopf (Maske)W14      | Schlusssteinkopf                                                                                    | Mittelrisalit, über dem Portal                                          |
|      | Nische W15           | z. Z. nicht besetzt                                                                                 | Mitte, links unten                                                      |
|      | Nische W16           | z. Z. nicht besetzt                                                                                 | Mitte, rechts unten                                                     |
|      | Podest W17           | z. Z. nicht besetzt                                                                                 | Mitte, links unten                                                      |
|      | Podest W18           | z. Z. nicht besetzt                                                                                 | Mitte, rechts unten                                                     |
|      | Kurhut               | über dem Dacherker                                                                                  | viermal über den Seitenflügeln, links und rechts (Ost- und Westfassade) |
|      | Westfassade          | Baudatum 1679                                                                                       | Türportal, links                                                        |
|      | Ostfassade           | Baudatum 1680                                                                                       | Türportal, links                                                        |